# مبرهنة إيهرينفيست

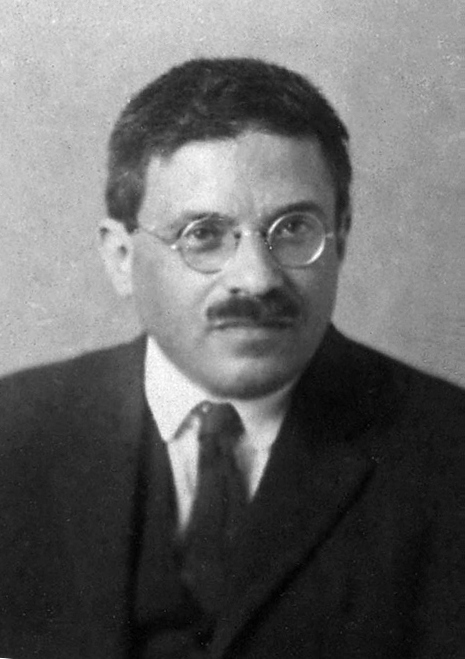

مبرهنة إيرينفيست سميت بهذا الاسم نسبة إلى بول إهرنفست,وهو عالم فيزياء نظرية نمساوي في جامعة لايدن، تربط
```
  
المشتقة
 الزمنية لمؤثرات القيمة المتوقعة للموقع  x و 
كمية الحركة
  p بالقيمة المتوقعة 
للقوة
 F = −dV/dx  لجسيم ضخم يتحرك في جهد قياسي.
```

| {\displaystyle m{\frac {d}{dt}}\langle x\rangle =\langle p\rangle ,\;\;{\frac {d}{dt}}\langle p\rangle =-\left\langle {\frac {\partial V(x)}{\partial x}}\right\rangle ~.} |

بحرية تامة يستطيع شخص إذا ان يقول ان القيمة المتوقعة لميكانيكا الكم تخضع لقوانين نيوتن للحركة (المبرهنات الفيزيائية الكلاسيكية) هذه العبارة تحتاج إلى بعض الضوابط، حيث أن مبرهنة ايرينفيست هي حالة خاصة لعلاقة أكثر عمومية بين التوقع لاي مؤثر ميكانيكي كمي و التوقع لمُبَدِّل هذا المؤثر مع هاملتوني النظام.
| {\displaystyle {\frac {d}{dt}}\langle A\rangle ={\frac {1}{i\hbar }}\langle [A,H]\rangle +\left\langle {\frac {\partial A}{\partial t}}\right\rangle ~,} |
حيث A هي مؤثر ميكانيكي كمي و ⟨A⟩
هي قيمتة المتوقعة.هذه معادلة أكثر عمومية لم تستمد فعلياً من ايرينفيست (هي بسبب فيرنر هايزنبرغ و هي أكثر وضوحا بتصور هايزينبرغ عن ميكانيكا الكم ,حيث تعد بمثابة القيمة المتوقعة لمعادلة هايزنبيرغ للحركة. وتوفر دعماً رياضياً لمبدأ التقابل.
والسبب هو أن مبرهنة إيرينفيست ترتبط ارتباطا وثيقا بنظرية يوفيل للميكانيك الهاملتوني، والتي تتضمن قوس بواسون بدلا من المُبدل. قواعد ديراك للابهام تقترح ان العبارات في ميكانيكا الكم التي تحتوي على مبدل تناظر العبارات بالميكانيكا الكلاسيكية حيث يُستبدل المبدل بقوس بواسون مضروبا في iħ
وهذا يجعل القيمة المتوقعة للمؤثر تخضع لمعادلات الحركة الكلاسيكية المناظرة، بشرط أن يكون الهاملتوني تربيعيًا على الأكثر في الإحداثيات والزخم. وإلا، قد تظل معادلات التطور صحيحة تقريبا، بشرط أن تكون التراوحات صغيرة.